# Lamprologus tigripictilis
Lamprologus tigripictilis es una especie de pez de la familia Cichlidae en el orden de los Perciformes.

## Morfología
Los machos pueden llegar alcanzar los 7,9 cm de longitud total.

## Distribución geográfica
Se encuentran en África: curso inferior del río Congo.